# 秋山静太郎
秋山 静太郎（あきやま しずたろう、1887年（明治20年）11月20日 - 1951年（昭和26年）6月20日）は、大日本帝国陸軍軍人。最終階級は陸軍少将。位階勲等は従四位勲三等。

## 経歴
1887年（明治20年）に岡山県吉備郡神在村（現：総社市）で生まれた。陸軍士官学校第20期、陸軍大学校第29期卒業。フランス駐在を経て、1931年（昭和6年）8月1日に陸軍歩兵大佐進級と同時に陸軍技術本部附となった。1932年（昭和7年）4月11日に第12師団司令部附となり長崎医科大学に配属されたが、5月30日に配属を解かれて第12師団司令部附となった。同年8月8日に長崎要塞司令官に就任し、1936年（昭和11年）8月1日に陸軍少将に進級して待命となり、8月28日に予備役に編入された。
予備役編入後の1938年（昭和13年）、日本鉄屑統制常務取締役に就任し、企画院嘱託、商工省物資使用委員、戦時物資活用協会理事を兼任した。
1947年（昭和22年）11月28日、公職追放仮指定を受けた。